# Pleurotàcies
Les pleurotàcies (Pleurotaceae) són una família de bolets agaricals de mida de petita a mitjana que tenen espores blanques. La família consta de 6 gèneres i 94 espècies. Les espècies membres de Pleurotaceae poden ser confoses amb la dels membres de la família Omphalotaceae. Potser el membre més conegut és el bolet Pleurotus ostreatus.
Moltes espècies del gèneres Pleurotus i Hohenbuehelia s'alimenten de nematodes gràcies a les seves hifes que secreten substàncies tòxiques contra els nematodes.